# 283786 Rutebeuf
283786 Rutebeuf è un asteroide della fascia principale. Scoperto nel 2003, presenta un'orbita caratterizzata da un semiasse maggiore pari a 4,0187679 UA e da un'eccentricità di 0,1116956, inclinata di 7,48555° rispetto all'eclittica.
L'asteroide è dedicato all'omonimo poeta francese.